# Stone Cross (Tunbridge Wells)
Stone Cross – osada w Anglii, w hrabstwie Kent. Leży 30 km na południowy zachód od miasta Maidstone i 47 km na południowy wschód od centrum Londynu.